# Копьёв, Михаил Васильевич
Михаил Васильевич Копьёв (13 мая 1947, Уфа, Уфимский кантон, Башкирская АССР, РСФСР, СССР — 19 августа 2017, Вологда) — российский живописец, график, художник театра.

## Биография
Учился и преподавал в Уфимском государственном институте искусств. В 1979 году стажировался в Академии художеств в Ленинграде.
С 1980 года — член Союза художников России. Заслуженный художник РФ (1998). С 1986 года жил и работал в Вологде. Являлся доцентом кафедры Архитектуры и дизайна ВоГТУ.
Дипломант:
- Всероссийской художественной выставки «Россия» (Киров, 1999);
- Комиссии по наследию композитора В. А. Гаврилина (Санкт-Петербург, 2001);
- выставки «Российский Север» (Вологда, 2003; Новгород, 2009);
- фестиваля дизайна на Кавказских Минеральных Водах «Феродиз-2005» (руководитель проекта).

Лауреат Государственной премии Вологодской области по культуре и искусству (2006). Награждён Орденом Дружбы (2008) и Золотой медалью СХ России (2009).
Скончался в Вологде 19 августа 2017.

## Произведения
Автор идеи проекта «Русская эмиграция: люди и судьбы» (2001—2005). Проект включает в себя портреты представителей русской эмиграции первой волны и записи их воспоминаний. Результатам проекта стали выпущенные книги, посвящённые русской эмиграции, которые находятся в Российской государственной библиотеке (Москва), Русской библиотеке им. И. С. Тургенева (Париж).

## Коллекции
Произведения художника представлены:
- в Уфимском художественном музее им. Нестерова
- Вологодской картинной галерее
- Череповецком художественном музее
- Кисловодском музее-усадьбе им. Н. А. Ярошенко,
- краеведческих музеях Харовска, Тотьмы, Устюжны, Кадникова
- частной галерее Е. М. Лунина (Череповец) и галерее «Красный мост» (Вологда).
- Библиотеке-Фонде "Русское Зарубежье" (Москва)
- Российском Фонде Культуры (Москва);
- Государственном литературном музее им. В. Даля
- Музее современной истории (Москва)
- Государственном центральном театральном музее им. А.А. Бахрушина
- Доме-музее Н.В. Гоголя (Москва)
- Тотемском художественном объединении;
- в галереях Алеты Михолетос (ЮАР), «Альрусс» (Австрия), «Arsima» (Франция).

Некоторые произведения художника приобретены Министерством культуры БАССР, СССР и Министерством Культуры Люксембурга. Большая часть картин — в частных коллекциях многих городов России, а также в частных коллекциях за рубежом: Франции, Германии, Люксембурге, Англии, Израиле, а также в США и ЮАР.

## Выставки
Произведения художника экспонировались на всесоюзных, региональных выставках; художественных центрах Уфы, Вологды, Москвы и Санкт-Петербурга, на международных выставках в Германии, Люксембурге, Болгарии, Франции и ЮАР. Творчество Михаила Копьева неоднократно было представлено на Международной ярмарке «Арт-Манеж» (Москва). За время своей творческой деятельности художник провел около 50 персональных выставок на родине и за рубежом, в числе которых персональные выставки в Уфе (Союз художников), Вологде (ВОКГ), Москве (Центральный Дом Художника), Люксембурге (Министерство культуры Люксембурга).